# James Benning
Pour les articles homonymes, voir James Benning (homonymie) et Benning.
James Benning, né le 28 décembre 1942 à Milwaukee dans l'État du Wisconsin, est un réalisateur américain .

## Biographie
James Benning a étudié et enseigné les mathématiques avant de réaliser son premier film en 1971. Artiste indépendant, il est proche des avant-gardes et du film structurel au New Narrative Movement : son œuvre reste peu connue en France où une rétrospective lui a été consacrée en octobre 2009 au Festival d'automne à Paris, puis en 2024, au Cinéma du Réel, à Paris.

## Filmographie

### Acteur

#### Cinéma
- 1989 : Forevermore: Biography of a Leach Lord
- 1999 : The Deep End : John #2
- 2013 : Coming to Terms : The Father

#### Courts-métrages
- 2011 : The Great Gatsby in Five Minutes
- 2014 : Tehachapi

### Directeur de la photographie

#### Cinéma
- 1987 : Landscape Suicide (en)
- 1998 : Four Corners
- 1999 : El Valley Centro
- 2001 : Los
- 2002 : Sogobi
- 2004 : 13 Lakes (en)
- 2005 : One Way Boogie Woogie/27 Years Later
- 2007 : Casting a Glance
- 2007 : RR
- 2009 : Ruhr
- 2011 : After Warhol
- 2011 : Small Roads
- 2011 : Twenty Cigarettes
- 2012 : Easy Rider
- 2012 : Nightfall
- 2012 : One Way Boogie Woogie 2012
- 2012 : Stemple Pass
- 2013 : Bnsf
- 2014 : Natural History
- 2016 : Fall Equinox

#### Courts-métrages
- 2010 : Faces 1973
- 2010 : Pig Iron
- 2011 : Two Cabins

### Réalisateur

#### Cinéma
- 1977 : 11 x 14
- 1977 : One Way Boogie Woogie
- 1978 : Four Oil Wells
- 1978 : Grand Opera: An Historical Romance
- 1979 : Oklahoma
- 1980 : Double Yodel
- 1981 : Last Dance
- 1982 : Him and Me
- 1984 : American Dreams: Lost and Found
- 1987 : Landscape Suicide
- 1989 : Used Innocence
- 1992 : North on Evers
- 1995 : Deseret (en)
- 1998 : Four Corners
- 1998 : Utopia
- 1999 : El Valley Centro
- 2001 : Los
- 2002 : Sogobi
- 2004 : 13 Lakes
- 2004 : Ten Skies
- 2005 : One Way Boogie Woogie/27 Years Later
- 2007 : Casting a Glance
- 2007 : RR
- 2009 : Ruhr
- 2011 : After Warhol
- 2011 : Faces
- 2011 : Small Roads
- 2011 : Twenty Cigarettes
- 2012 : Easy Rider
- 2012 : Nightfall
- 2012 : One Way Boogie Woogie 2012
- 2012 : Stemple Pass
- 2013 : Bnsf
- 2014 : Natural History
- 2016 : Fall Equinox
- 2016 : Measuring Change
- 2016 : Spring Equinox
- 2016 : scorched earth
- 2016 : Untitled Fragments
- 2017 : Readers
- 2018 : L. Cohen
- 2018 : glory
- 2018 : after Traylor. Thoreau cabin (2008-2018)
- 2018 : Telemundo
- 2020 : Maggie's Farm
- 2020 : PLACE
- 2020 : On Paradise Road
- 2021 : From Bakersfield to Mojave
- 2022 : The United States of America
- 2022 : TEN YEARS LATER
- 2022 : Allensworth
- 2024 : Breathless

#### Courts-métrages
- 1971 : Did You Ever Hear That Cricket Sound?
- 1972 : Art Hist. 101
- 1972 : Ode to Muzak
- 1972 : Time and a Half
- 1973 : 57
- 1973 : Honeyland Road
- 1974 : Gleem
- 1974 : I-94
- 1974 : Michigan Avenue
- 1975 : 3 Minutes on the Dangers of Film Recording
- 1975 : 9-1-75
- 1975 : An Erotic Film
- 1975 : Saturday Night
- 1975 : The United States of America
- 1976 : A to B
- 1976 : Chicago Loop
- 1977 : 8 1/2 X 11
- 1985 : O Panama
- 2009 : Fire & Rain
- 2010 : Faces 1973
- 2010 : Pig Iron
- 2011 : Two Cabins
- 2011 : YouTube Trilogy: 4 Songs, History, Asian Girls

### Monteur

#### Cinéma
- 1977 : 11 x 14
- 1987 : Landscape Suicide
- 1998 : Four Corners
- 1999 : El Valley Centro
- 2001 : Los
- 2002 : Sogobi
- 2004 : 13 Lakes
- 2007 : Casting a Glance
- 2007 : RR
- 2008 : Lunch Break
- 2009 : Ruhr
- 2011 : After Warhol
- 2011 : Visages inconnus (Faces)
- 2011 : Small Roads
- 2011 : Twenty Cigarettes
- 2012 : Easy Rider
- 2012 : Nightfall
- 2012 : One Way Boogie Woogie 2012
- 2012 : Stemple Pass
- 2013 : Bnsf
- 2014 : Natural History
- 2016 : Fall Equinox

#### Courts-métrages
- 2010 : Faces 1973
- 2010 : Pig Iron
- 2011 : Two Cabins
- 2011 : YouTube Trilogy: 4 Songs, History, Asian Girls

### Producteur

#### Cinéma
- 1977 : 11 x 14
- 1987 : Landscape Suicide
- 1999 : El Valley Centro
- 2001 : Los
- 2002 : Sogobi
- 2004 : 13 Lakes
- 2004 : Ten Skies
- 2007 : Casting a Glance
- 2007 : RR
- 2011 : After Warhol
- 2011 : Visages inconnus (Faces)
- 2011 : Small Roads
- 2011 : Twenty Cigarettes
- 2012 : Easy Rider
- 2012 : Nightfall
- 2012 : One Way Boogie Woogie 2012
- 2012 : Stemple Pass
- 2013 : Bnsf
- 2014 : Natural History
- 2016 : Fall Equinox

#### Courts-métrages
- 2010 : Faces 1973
- 2010 : Pig Iron
- 2011 : Two Cabins
- 2011 : YouTube Trilogy: 4 Songs, History, Asian Girls
- 2015 : Mémé Carabine

### Ingénieur du son

#### Cinéma
- 1999 : El Valley Centro
- 2001 : B-52
- 2001 : Los
- 2002 : Sogobi
- 2007 : Casting a Glance
- 2007 : RR
- 2009 : Ruhr
- 2011 : Twenty Cigarettes

### Scénariste

#### Cinéma
- 1977 : 11 x 14
- 1987 : Landscape Suicide
- 1989 : Used Innocence
- 1998 : Four Corners
- 2004 : 13 Lakes
- 2007 : RR
- 2009 : Ruhr
- 2011 : Twenty Cigarettes
- 2012 : Easy Rider
- 2012 : One Way Boogie Woogie 2012
- 2014 : Natural History

#### Courts-métrages
- 2011 : YouTube Trilogy: 4 Songs, History, Asian Girls
- 2012 : All That She Surveys